# Jiří Navrátil
Jiří Navrátil (10. září 1923 Lipsko – 16. leden 2017 Praha) byl český překladatel, publicista a skaut, který zažil všechny tři zákazy Junáka – českého skauta a jeho obnovení. Byl členem protinacistického odboje a aktivně se v květnu 1945 podílel na pražském povstání. V roce 1949 se účastnil spolu s dalšími skauty, např. Dagmar Skálovou, nepodařeného pokusu o protikomunistický převrat, za který byl odsouzen na 20 let odnětí svobody. Několik let strávil v Jáchymově, kde pracoval v Uranových dolech. Později byl kvůli nemoci přesunut jinam. Byl propuštěn na amnestii v roce 1960.
V roce 1968 se podílel na znovuobnovení skautingu v Československu. Při třetí obnově skautingu v roce 1989 se stal členem Ústřední rady Junáka. V roce 1992 byl zvolen starostou, od počátku tisíciletí až do své smrti byl prvním místostarostou Junáka – českého skauta.

## Život
Narodil se v rodině československého diplomata v německém Lipsku, kde jeho otec působil ve funkci československého konzula. Brzy po Jiřího narození však byl povolán zpět na Ministerstvo zahraničních věcí do Prahy. Od 3. třídy, kdy byl otec přeložen jako konzul do Stuttgartu, navštěvoval mladý Jiří v Německu dva roky waldorfskou školu. Kvůli češtině se sám později vrátil do Československa a obecnou školu dokončil na Durychově náměstí v Praze. Gymnázium studoval v Bučovicích na Moravě, kde žil u příbuzných, a po návratu otce do Prahy přestoupil na Reformní reálné gymnázium Dr. Edvarda Beneše.
V roce 1937 se přes svého spolužáka zapojil do skautského hnutí. Nejprve se stal členem 4. a od roku 1940 i 2. oddílu Svazu skautů a skautek ČSR, který vedl spisovatel Jaroslav Foglar. V oddíle měl přezdívku Jiří N. Po zákazu skautingu v roce 1940 fungoval Jiřího oddíl v ilegalitě jako dorost Klubu českých turistů.
Po maturitě na reálném gymnáziu nastoupil Jiří Navrátil do kanceláře firmy zabývající se autobusovou dopravou, jejímž ředitelem a spolumajitelem se mezitím stal jeho otec. Někteří lidé z vedení firmy, mezi nimi i jeho strýc František Holub, byli zapojeni do odbojové činnosti a po jejich odhalení Němci podnik zabavili.
V roce 1944 zatklo Jiřího Navrátila a další skautské vedoucí Gestapo. Za pomoci morseovky se jim však podařilo domluvit, jak budou vypovídat, a většina z nich nakonec neskončila v koncentračním táboře – Jiří byl například zařazen do pracovních oddílů Organizace Todt. Brzy však uprchl a až do konce války se skrýval. Přitom se plně věnoval ilegální činnosti a v květnu 1945 se aktivně zúčastnil Pražského povstání.
Od roku 1945 studoval na právnické fakultě, ale po protestním pochodu vysokoškoláků na Hrad 25. února 1948 byl jako činovník Junáka ze studií vyloučen. Jako člen skautské skupiny se následně v květnu 1949 účastnil neúspěšného protikomunistického Prokešova puče. K účasti ho vyzvala skautská činovnice Dagmar Skálová, aby zmobilizoval starší skauty jako spojky. Tajná policie ovšem celou akci od počátku bedlivě sledovala a večer před původně plánovaným datem povstání téměř všechny skauty pozatýkala. Následné výslechy v Ruzyni probíhaly podle „osvědčených“ metod – bití, vydírání, psychický teror. Opět díky morseovce a dalším skautským dovednostem se však zatčeným podařilo utajit skutečné množství zapojených skautů a rozsah činnosti. V srpnu 1949 s nimi komunisté uspořádali „skautský proces“. Jiří Navrátil dostal trest 20 let žaláře za velezradu.
Po skončení procesu ho společně s dalšími skauty převezli do jáchymovských uranových dolů. Zprvu byli umístěni na Vykmanově a později pracovali na Rovnosti. Okamžitě zde založili Roverský kmen Rovnost, který pak vyvíjel rozsáhlou činnost: v lágru, kde byl zakázán tisk a jakékoli psací potřeby, získával zprávy za pomoci vyloučených vysokoškoláků nasazených do dolů, organizoval spojení s rodinami, posílal dopisy, sháněl léky, pomáhal spoluvězňům ve špatném psychickém stavu, organizoval tajné mše, přednášky, jazykový kurz a dokonce založil „vydavatelství“, v němž vyšlo osmnáct svazečků vůbec prvních českých samizdatů. Po dvou letech věznění Jiří Navrátil těžce onemocněl zánětem ledvin, a proto byl odvezen do věznice v Hradci Králové, pak do Plzně na Bory a do věznice v Pardubicích. Na Jáchymovsko se ještě na čas vrátil, prošel i Mírovem, Ilavou a Leopoldovem. Z Leopoldova byl 11. května 1960 propuštěn na amnestii.
Po návratu z vězení žil se svými rodiči v Praze a to v jedné místnosti v Šáreckém údolí, kam je komunisté násilně vystěhovali. V té době také poznal svou budoucí manželku, dceru spoluvězně JUDr. Františka Válka. V dalších letech pracoval jako čistič bazénů v Parku kultury a oddechu, pak jako pomocná síla po různých výstavách a v letech 1962–1968 jako údržbář. Vedle toho se živil překlady, nejprve ovšem pod cizím jménem, a poté přispíval do redakce aktualit a zajímavostí Českého rozhlasu. V roce 1968 se stal členem redakce nového týdeníku Doba. V témže roce, kdy se nakrátko podařilo obnovit skautskou organizaci, byl Jiří Navrátil zvolen členem náčelnictva Junáka. Po zákazu týdeníku Doba v září 1969 se živil jako tzv. volný novinář a i nadále překládal z němčiny, angličtiny, sanskrtu a francouzštiny, v roce 1969 mj. přeložil Jaspersovu Otázku viny. Pro nakladatelství Odeon přeložil řadu knih. S manželkou Bělou bydleli tehdy v jednom pokoji v rozděleném bytě Na baště sv. Jiří, kde se jim v květnu 1977 narodil syn Tomáš. Rok nato nastoupil do vydavatelství Vyšehrad jako redaktor kulturní rubriky týdeníku Naše rodina.
V prosinci 1989 se na půl roku ujal funkce šéfredaktora deníku Lidová demokracie. Zároveň se stal i členem ústřední rady Junáka – svazu skautů a skautek ČR a vykonával v něm funkci zahraničního zpravodaje. V roce 1992 byl zvolen starostou Junáka. Se členy Masarykova demokratického hnutí, skauty a svou paní se také pravidelně účastnil vzpomínkových shromáždění na oběti zvůle komunistického režimu (Mene Tekel, dr. Milada Horáková, Karel Kryl a jeho bratr Jan a další) i mnoha ostatních akcí demokratických organizací.
Jeho manželkou byla Běla Navrátilová, roz. Válková, dcera spoluvězně dr. Válka, mají spolu syna Tomáše. V roce 1989 byl zakládajícím členem Masarykova demokratického hnutí a až do své smrti členem jeho předsednictva. Jiří Navrátil dlouhodobě žil na Praze 6.
Jiří Navrátil zemřel po několika pobytech v nemocnici v Praze v lednu 2017. O jeho skonu rozsáhle informovala média, mj. Česká televize, Český rozhlas nebo Aktuálně.cz.

## Literární a překladatelská činnost
Jiří Navrátil přeložil či napsal na třicet knih, většinou nábožensko-filozofických a historických. Překládal z němčiny, angličtiny, francouzštiny a sanskrtu. Je mimo jiné překladatelem knih Otázka viny (Karl Jaspers) a Já a ty (Martin Buber).

## Ocenění
Jiří Navrátil je nositelem mnoha českých a zahraničních skautských vyznamenání – v roce 2002 mu, jako prvnímu z východní Evropy, udělil Světový výbor WOSM nejvyšší světové skautské vyznamenání Bronzový vlk.
Jiří Navrátil je také držitelem Vyznamenání Zlaté lípy ministra obrany ČR za činnost ve 2. a 3. odboji a Čestné Medaile T.G.M. udělované Masarykovým demokratickým hnutím.
Byl čestným členem přístavu (střediska vodních skautů) Modrá Flotila – Nymburk.
Dne 11.9. 2023, den po výročí stého dne narození mu byla v podloubí domu kde žil odhalena pamětní deska.  Info a foto zde